# Mesurado River
Der Mesurado River ist ein Fluss in der westafrikanischen Republik Liberia, der im westlichen Stadtgebiet von Monrovia in den Atlantik mündet.

## Verlauf
Das Quellgebiet des Mesurado befindet sich direkt östlich von Monrovia im Gebiet von Sinda Town. Der Unterlauf des Mesurado River steht unter dem Einfluss der Gezeiten: bei Flut wird der Fluss aufgestaut, eine großflächige Lagunenlandschaft hat sich in diesem Überflutungsgebiet ausgebildet. Bei der Gründung der Stadt Monrovia war der am Mesurado liegende Alte Hafen ein Siedlungsanreiz.
Im Mesurado befinden sich im Stadtgebiet Monrovia die Inseln Providence Island, Powder Island und Balli Island.  Nach dem Ergebnis der letzten Volkszählung von 2008 leben im Stadtgebiet Monrovia bereits 1.010.970 Einwohner.
Über den Fluss führen die inzwischen eingestürzte Mesurado Bridge und die Gabriel Tucker Bridge (alte Bezeichnungen: Peoples Bridge, Johnson Bridge) zum nördlichen Stadtteil Providence Island.
Eine Besonderheit bildet der Stockton Creek, er ist rechter Zufluss und genau genommen bereits ein Mündungsarm des Saint Paul River.

## Naturschutzgebiet
Auf Anraten internationaler Naturschutzorganisationen wurden Teile des Mangrovengebietes, ein etwa  6000 ha großes Areal am Unterlauf des Saint Paul River und des  Mesurado als Naturschutzgebiet ausgewiesen.

## Namensherkunft
Der Name des Flusses und des Kaps Mesurado an seiner Mündung wurde unterschiedlich aus dem Portugiesischen übersetzt. Die Bedeutung gemessen oder elend werden als unwahrscheinlich angenommen. Die vermutlich korrekte Übersetzung ist mäßig, verringert, ruhig, und der Entdecker Pedro de Sintra könnte sich damit auf die geringere Brandung (sicherer Hafen) oder eine Verbesserung des Wetters beziehen. Der Entdecker Ca' da Mosto jedoch nennt es in seiner italienischen Version von De Sintras Erzählung alternativ Capo Cortese (in der französischen Übersetzung Cap Courtois), was auf eine versöhnliche und ruhige Haltung der Einheimischen hindeuten könnte.
Ebenso gibt es die Theorie, dass der Name sich auf das Kap bezieht, und De Sintra es wegen des Höhenunterschieds zum höheren, weiter westlich gelegenen Kap Mount Kap Mesurado (bescheidene, gemäßigte) nannte.